# Gérard Zimmermann
Pour les articles homonymes, voir Zimmermann.
Gérard Zimmermann (né en 1937 à Genève en Suisse - ) est un historien de l'art suisse.

## Biographie
Gérard Zimmermann travaille à l’Institut d’histoire de l’art du Moyen Âge de Genève et participe à des fouilles archéologiques à Genève et au Soudan.
En 1969, il fonde, avec sa femme, le Centre de Documentation du Monde Oriental et entreprend des campagnes photographiques au Proche Orient. En collaboration avec Jean-Jacques Langendorf, ils rédigent un ouvrage qui traitent des châteaux croisés sur un territoire vaste s'étendant à la Syrie, la Turquie, la Jordanie, le Liban, Israël et Chypre.
Par la suite, il se recentre sur l’Europe et la Suisse en poursuivant le développement d’importantes archives photographiques et documentaires.

## Publications
- (avec Jean-Jacques Langendorf), Les Châteaux des croisades. Conquête et défense des états latins, XIe – XIIIe siècles, Infolio, 368 p., 2011  (ISBN 978-2884741262)